# Freie Schul- und Werkgemeinschaft
Die Freie Schul- und Werkgemeinschaft (FSWG) war ein reformpädagogisches Landerziehungsheim, das von dem Reformpädagogen Bernhard Uffrecht (1885–1959) und dessen Ehefrau Hermine (1898–1961), genannt „Ini“, geborene Schiff, gegründet wurde. Es bestand zwischen 1919 und 1933 und wurde vor dem Hintergrund der „Gleichschaltung“ (NS-Diktion) von den Nationalsozialisten geschlossen.

## Standorte

### Fürstenlager
Ihren Ausgangspunkt nahm das in Gründung befindliche Landschulheim 1919 im Jägerhaus am Eingang des um 1790 errichteten so genannten Fürstenlagers im südhessischen Auerbach bei Bensheim an der Bergstraße im Odenwald, einer dorfähnlich konzipierten englischen Parkanlage mit gruppierten Gebäuden, Denkmälern und Gartenpavillons.

### Sinntalhof
Im selben Jahr bezog die neue Bildungseinrichtung im Sinntalhof des unterfränkischen Brückenau ihre Räume, die ihr Ernst Putz (1896–1933) auf dem Anwesen seiner Eltern zur Verfügung stellte. Das Hauptgebäude beherbergte ein Fremdenheim (Pension), verfügte also bereits über sanitäre Einrichtungen, über Räumlichkeiten, die sich von den Schülern und Lehrkräften bewohnen ließen sowie über eine geräumige Küche.

### Dreilinden
Schon Ostern 1920 erfolgte ein erneuter Wechsel des Schulortes ins brandenburgische Dreilinden bei Potsdam, wo sich Schüler und Lehrer in dem 1869 errichteten Jagdhaus des preußischen Prinzen Friedrich Karl einquartierten, das Fachwerkelemente aufwies. An dem von Theodor Fontane in seinen Wanderungen durch die Mark Brandenburg erwähnten Gebäude befand sich der Spruch: „Klein, aber mein“. 1952 abgerissen, ist das Areal heute Standort der Revierförsterei Dreilinden.

### Letzlingen
Der letzte Entwicklungsschritt wurde im Jahr 1922 ausgeführt, als die FSWG ihre Räumlichkeiten in dem ab 1843 errichteten Jagdschloss bei Letzlingen in der Altmark der Provinz Sachsen bezog. Dieses ab 1843 im Tudorstil errichtete neugotische Schloss war für König Friedrich Wilhelm IV. von Preußen errichtet worden, jedoch nicht für ein dauerhaftes Wohnen ausgestattet.

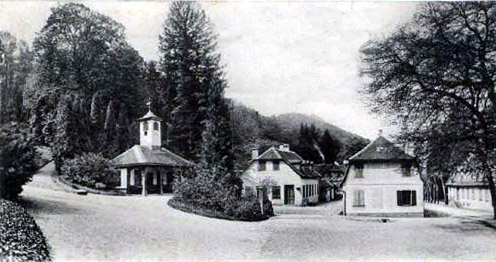
Fürstenlager in Auerbach, Südhessen
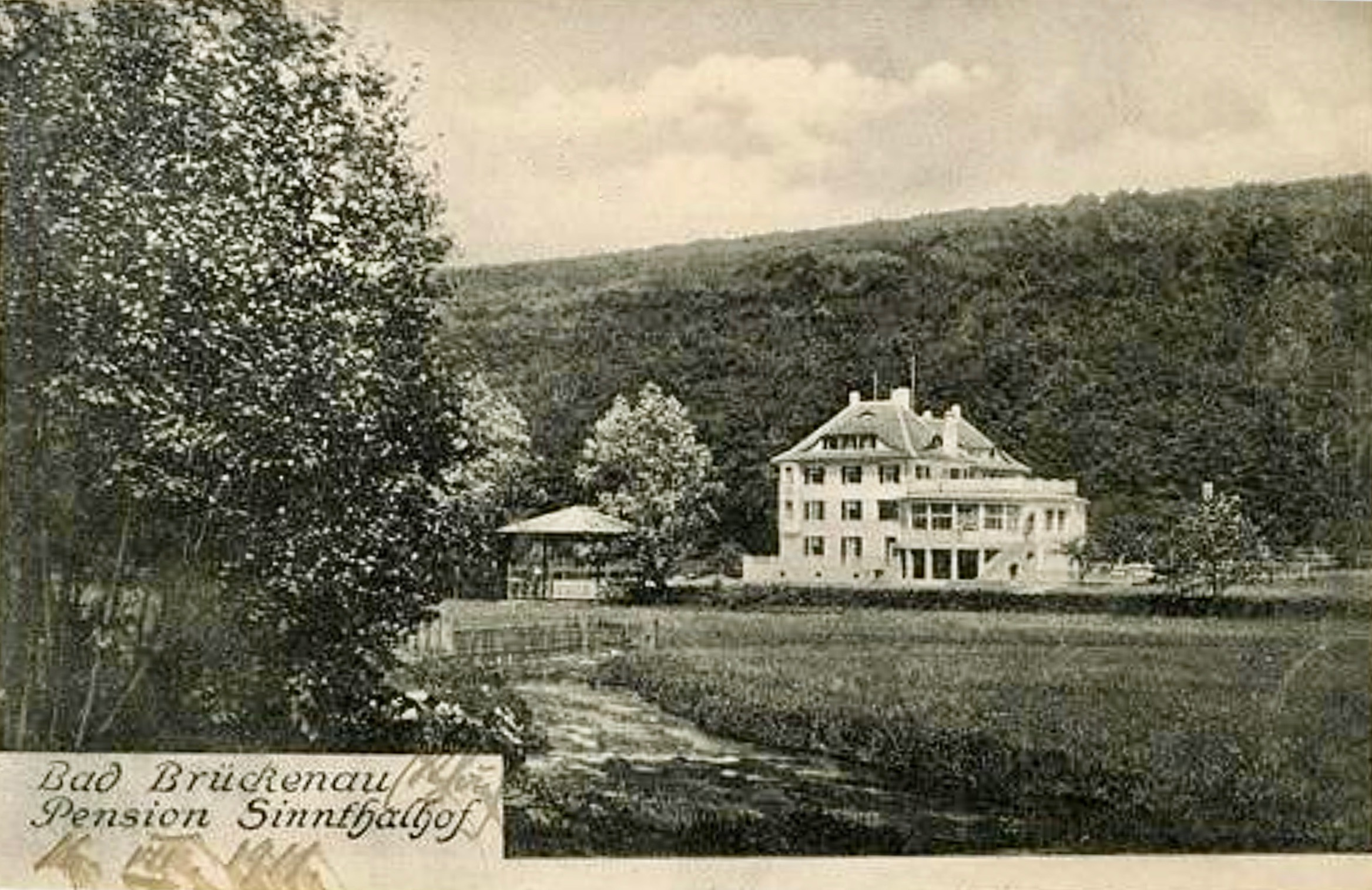
Sinntalhof bei Brückenau in Unterfranken
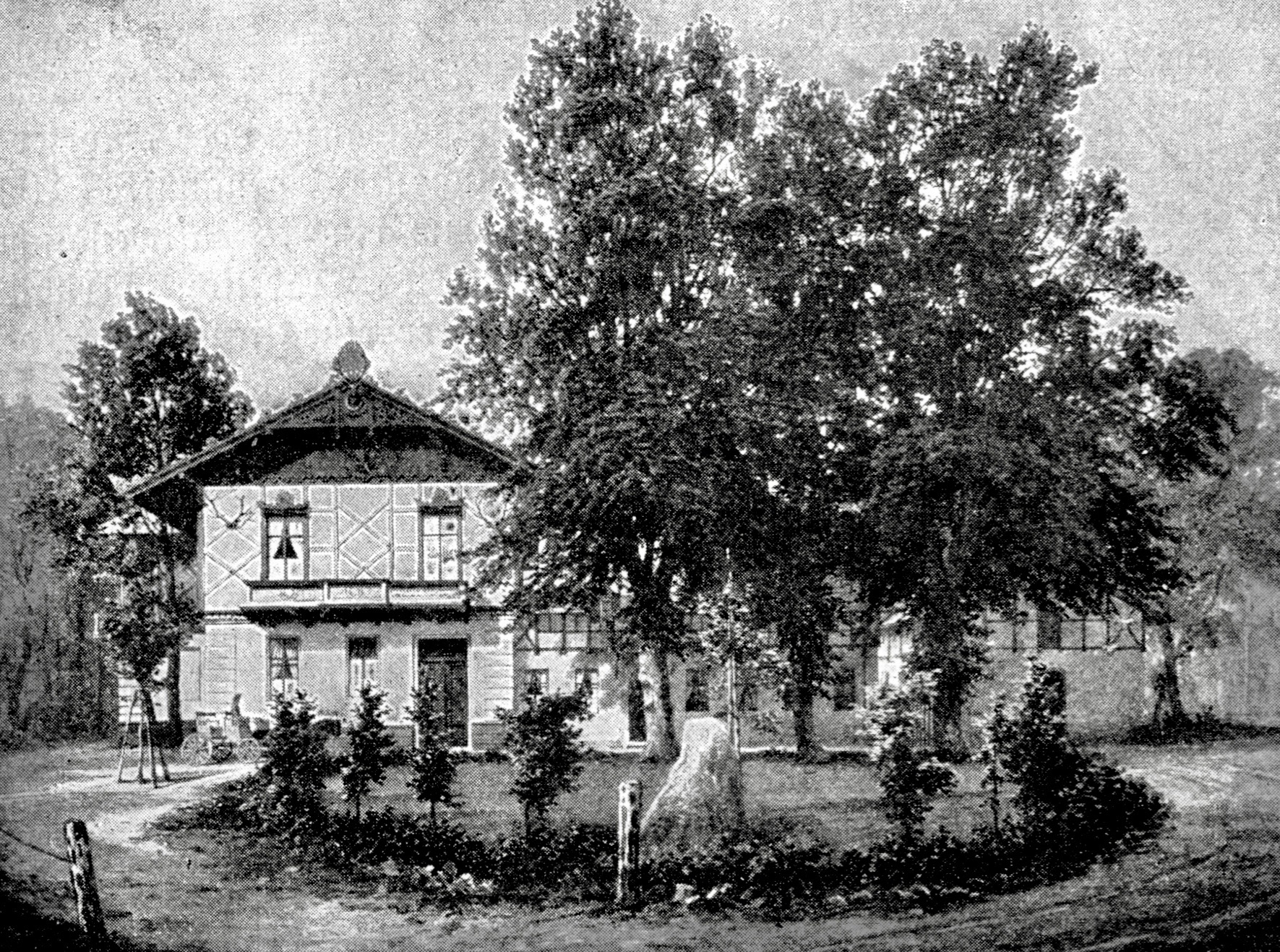
Jagdschloss Dreilinden bei Potsdam
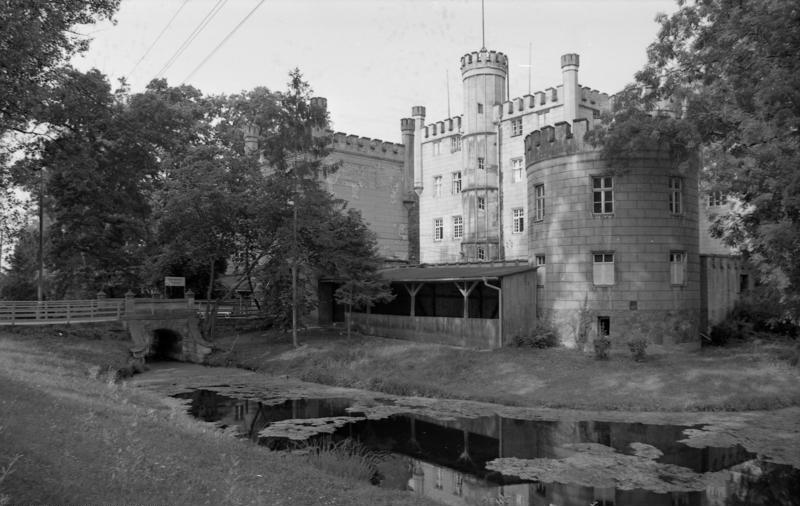
Schloss Letzlingen im Altmarkkreis Salzwedel

## Idee
Die private Bildungseinrichtung entstand in der Tradition der Landschulheime nach Hermann Lietz und grenzte sich bewusst vom staatlichen Schulsystem ab. Gleichzeitig jedoch entstand trotz einiger Übereinstimmungen ein insbesondere in politischen Fragen kritisch-distanziertes Verhältnis zur Jugendbewegung. Uffrecht lehnte wie die anderen Landschulheime ein reines Pauken von Fakten ab. Festgelegte Ziele der Lehre und der Gesinnung wurden, „seien diese auch noch so gut gemeint“, nicht gesetzt. Die Schüler müssten ihre Erkenntnisse selbst erlangen, mit der Realität abgleichen und dementsprechend zur Not wieder verwerfen. Als Konsequenz daraus sei nur eine demokratische Auffassung vorstellbar.

## Schulleben
Von Beginn an arbeiteten die Schüler und Lehrer auch handwerklich am Aufbau und der Einrichtung ihres Internats mit. Auf Schloss Letzlingen gab es keine Anbindung an die Wasser- und Energieversorgung. Demzufolge mussten unter der Anleitung von erfahrenen Handwerksmeistern zunächst Rohre und Leitungen verlegt werden, um sanitäre Einrichtungen herzustellen.
Daraus ergab sich, dass die Schüler nicht nur mit einem Schulabschluss, sondern auch mit einer fundierten handwerklichen Ausbildung als Schlosser- oder Tischlergeselle das Internat verlassen konnten. Die Schulverwaltung inklusive der Buchführung und der Hausreinigung oblag den Schülern. Ein hohes Maß an gegenseitigem Vertrauen bildete die Grundlage der FSWG, eine Verfassung bildete den Rahmen. Die Herkunft des Einzelnen war interessant, bildete aber nie Grundlage einer Diversifizierung oder Diskriminierung. Strafen waren unbekannt. Damit in bestimmten Räumen ein störungsfreies Arbeiten und Lernen möglich wurde, bestand dort eine Schweigepflicht.
Die Schulaufsicht wurde durch Adolf Grimme wahrgenommen. Von diesem ist die Einschätzung überliefert, die Freie Schul- und Werkgemeinschaft sei „unter den vielen Schulversuchen der Weimarer Zeit einer der originellsten, wenn nicht der originellste überhaupt, auf jeden Fall der sozialste“.

## Bekannte Lehrer
- Käthe Conrad (* 1893)
- Henriette Fustier (1903–1988), genannt Yvès, Ehefrau von Pitt Krüger (1904–1989)[6]
- Elisabeth Wyneken (1876–1959), genannt „Lisbeth“ oder „Tante Lies“[7], Schwester von Gustav Wyneken

## Bekannte Schüler
- Walter Haenisch (1906–1938), deutscher Journalist, Emigrant, Opfer des Stalinismus
- Anneliese Henckels (* 1912), Tochter des Schauspieler-Ehepaares Paul Henckels und Cecilia Brie (1884–1984), absolvierte im Paulinenhaus in Berlin-Westend eine Ausbildung zur Krankenschwester.[8]
- Hanna Henckels, Tochter des Schauspieler-Ehepaares Paul Henckels und Cecilia Brie (1884–1984), ging vor Ausbruch des Zweiten Weltkrieges als Dienstmädchen nach Neuseeland.[8]
- Timm Henckels (1914–1993), später „Timoteo“ genannt, Sohn des Schauspieler-Ehepaares Paul Henckels und Cecilie Brie (1884–1984), machte eine Ausbildung als landwirtschaftlicher Gehilfe auf einem Gutshof bei Zernickow und emigrierte 1936 nach Argentinien. Dort arbeitete er im Kolonieprojekt Villa Gesell, später auf der Estancia y Cabaña Orion bei Las Rosas in der Provinz Santa Fe.[8]
- Fridolin Seydewitz (1919–2016),[9] genannt „Frido“,[10] war der Sohn des SPD-Reichstagsabgeordneten Max Seydewitz, Staatsanwalt in Dresden und Ehrenvorsitzender des Verbandes der Verfolgten des Naziregimes. Friedo emigrierte 1933 nach Prag, 1935 in die Sowjetunion. 1938 wurde er vom NKWD festgenommen und für zehn Jahre in Arbeits- und Straflager an der Kolyma deportiert.[11]
- Karl-August Stümpfel[12]
- Lieselotte Stümpfel[12]
- Wolfgang Wasow (1909–1993), Mathematiker

## Kritik
- Fritz Karsen äußerte 1928 eine Grundsatzkritik an den Landschulheimen von Hermann Lietz, an Gustav Wynekens Freier Schulgemeinde Wickersdorf, an Paul Geheebs Odenwaldschule, an Martin Luserkes Schule am Meer auf der Nordseeinsel Juist und an der Freien Schul- und Werkgemeinschaft Letzlingen. Diese würden für die „aus den verschiedensten Gebieten und Milieus“ stammenden Schüler ein „künstliches Milieu“ kreieren und „schaffen Erziehung in der Absonderung vom gegebenen Alltag“.[13]